# 捷爾努瓦捷 (克里韋奧澤羅區)
48°6′37″N 30°32′49″E / 48.11028°N 30.54694°E
捷爾努瓦捷（烏克蘭語：Тернувате），是烏克蘭的村落，位於該國南部尼古拉耶夫州，由克里韋奧澤羅區負責管轄，面積2.28平方公里，海拔高度95米，2001年人口395，人口密度每平方公里173人。